# Avalancha (película)
Avalancha es una película de 1978 dirigida por Corey Allen y protagonizada por Rock Hudson, Robert Forster, Mia Farrow y Jeanette Nolan. Los eslóganes  para la película  son "Un invierno maravilloso llega a ser una pesadilla de destrucción" y "20.000 toneladas de terror helado".
Muchas escenas de la avalancha sonn realmente archivos de imágenes, y parte de las escenas de la avalancha de esta película a su vez son  archivo de imagen en la película Meteoro.

## Elenco
- Rock Hudson — David Shelby
- Robert Forster — Nick Thorne
- Mia Farrow — Caroline Brace
- Jeanette Nolan — Florence Shelby
- Rick Moses — Bruce Scott
- Steve Franken — Henry McDade
- Barry Primus — Mark Elliott
- Cathy Paine — Tina Elliott
- Jerry Douglas — Phil Prentiss

## Producción
La película fue filmada en un ski resort en Durango, Colorado.